# Ornithopus perpusillus
Ornithopus perpusillus es una planta de la familia de las fabáceas.

## Descripción
Pelosa, anual, de tallos extendidos de hasta 30 cm, y hojas con 7-13 pares de folíolos pequeños, elípticos a oblongos. Flores blancas o rosas, 3-5 mm, en cabezuelas de 3-8 flores, y con brácteas bajo la cabezuela más largas que las flores y con 5-9 lóbulos. Dientes del cáliz no más que la mitad del largo del tubo. Vaina 1-1,8 cm, constreñida entre segmentos, y con pico recto o ganchudo. Florece de primavera a otoño.

## Hábitat
Habita en lugares de arenisca y arena. 

## Distribución
Bélgica, Gran Bretaña, Dinamarca, Francia, Alemania, Irlanda, Holanda, Suecia, Suiza, España, Italia, Portugal, Polonia y Rumanía.